# Agostinho de Hipona
Aurélio Agostinho de Hipona (em latim: Aurelius Augustinus Hipponensis; Tagaste, 13 de novembro de 354 – Hipona, 28 de agosto de 430), conhecido universalmente como Santo Agostinho, foi um dos mais importantes teólogos e filósofos nos primeiros séculos do cristianismo, cujas obras foram muito influentes no desenvolvimento do cristianismo e filosofia ocidental. Foi bispo de Hipona, uma cidade na província romana da África. Escrevendo na era patrística, é amplamente considerado como o mais importante dos Padres da Igreja no ocidente. Suas obras-primas são De Civitate Dei ("A Cidade de Deus") e "Confissões", ambas ainda muito estudadas atualmente.
De acordo com Jerônimo, seu contemporâneo, Agostinho "restabeleceu a antiga fé". Em seus primeiros anos, Agostinho foi muito influenciado pelo maniqueísmo e, logo depois, pelo neoplatonismo de Plotino. Depois de se converter ao cristianismo e aceitar o batismo (387), desenvolveu uma abordagem original à filosofia e teologia, acomodando uma variedade de métodos e perspectivas de uma maneira até então desconhecida. Acreditando que a graça de Cristo era indispensável para a liberdade humana, ajudou a formular a doutrina do pecado original e deu contribuições seminais ao desenvolvimento da doutrina da guerra justa.
Quando o Império Romano do Ocidente começou a ruir, Agostinho desenvolveu o conceito de "Igreja Católica" como uma "Cidade de Deus" espiritual (na obra homônima) distinta da cidade terrena e material de mesmo nome. "A Cidade de Deus" estava também intimamente ligada ao segmento da Igreja que aderiu ao conceito da Trindade como postulado pelo Concílio de Niceia e pelo Concílio de Constantinopla.
Na Igreja Católica Romana e na Comunhão Anglicana, Agostinho é venerado como um santo, um proeminente Doutor da Igreja e o patrono dos agostinianos. Sua festa é celebrada no dia de sua morte, 28 de agosto. Muitos protestantes, especialmente os luteranos e calvinistas, consideram Agostinho como um dos "pais teológicos" da Reforma Protestante por causa de suas doutrinas sobre a salvação e graça divina. Na Igreja Ortodoxa, algumas de suas doutrinas não são aceitas, como a da cláusula Filioque, do pecado original e do monergismo. Ainda assim, apesar destas controvérsias, é considerado também um santo, sendo comemorado como "Beato Agostinho" no dia 15 de junho. Ainda assim, numerosos autores ortodoxos advogaram a favor de suas obras e de sua personalidade, como Genádio II de Constantinopla e Seraphim Rose.

## Biografia

### Infância e educação

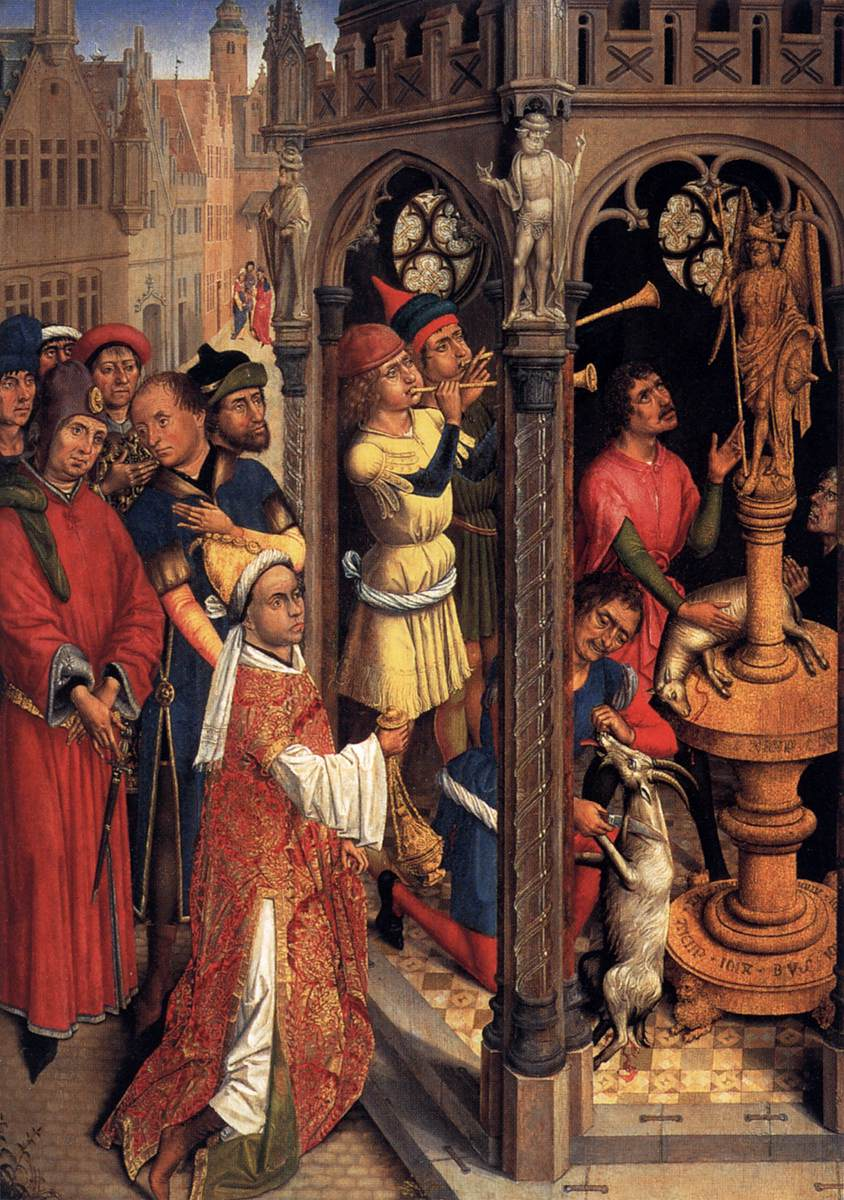
Agostinho sacrificando para ídolos maniqueístas. Até se converter ao cristianismo, Agostinho se interessou por diversas filosofias e religiões.
Atribuído a Aert van den Bossche. Atualmente na Mauritshuis, em Haia.

Agostinho nasceu em 354 no município de Tagaste na província romana da Numídia. Sua mãe, Mônica, era uma cristã devota e seu pai, Patrício, um pagão convertido ao cristianismo no leito de morte. Estudiosos acreditam que entre seus ancestrais estavam berberes, latinos e fenícios, mas ele próprio considerava-se um púnico. Seu nomen, Aurélio, sugere que os ancestrais de seu pai eram libertos da gente Aurélia e que receberam a cidadania romana depois do Édito de Caracala (Marco Aurélio Antonino) em 212 e, portanto, a família já era romana do ponto de vista legal por pelo menos um século quando Agostinho nasceu. Assume-se que Mônica era berbere por causa do nome, mas, como a família era formada por honestitores, uma classe mais elevada de cidadãos chamados de "homens honrados", é muito provável que Agostinho tenha sido educado em latim. Aos onze anos, ele foi enviado para uma escola em Madauro (atual M'Daourouch), uma pequena cidade númida a apenas 30 quilômetros ao sul de Tagaste, e ali aprendeu literatura latina e as práticas e crenças pagãs. Foi ali também, por volta de 369 ou 370, que leu o diálogo perdido de Cícero, "Hortênsio", que o próprio Agostinho credita como responsável por despertar seu interesse em filosofia.
Aos dezessete, graças à generosidade de um amigo, Romaniano, Agostinho mudou-se para Cartago para estudar retórica. Embora tenha sido criado um cristão, passou a seguir ali o maniqueísmo, para desespero de sua mãe. Como todos os jovens de sua época e classe social, Agostinho adotou um estilo de vida hedonista por um tempo, associando-se a outros jovens que se vangloriavam de suas aventuras sexuais com mulheres e homens. Os mais velhos estimulavam os mais inexperientes a contar ou inventar histórias sobre aventuras para que fossem aceitos. É deste período uma famosa oração de Agostinho, "Senhor, conceda-me castidade e continência, mas não ainda".
Dois anos depois, Agostinho iniciou um romance com uma jovem cartaginesa, mas, provavelmente para manter-se em condições de realizar o desejo de sua mãe de casar com alguém de sua própria classe social, o casal se manteve em concubinato por mais de treze anos, período no qual tiveram um filho, Adeodato, um rapaz considerado extremamente inteligente por seus contemporâneos.

### Professor de retórica
Entre 373 e 374, Agostinho ensinou gramática em Tagaste. No ano seguinte, mudou-se para Cartago para dirigir uma escola de retórica e lá permaneceu pelos nove anos seguintes. Perturbado pelo comportamento indomável de seus estudantes, fundou, em 383, uma escola em Roma, onde acreditava estarem os maiores e mais brilhantes retóricos. Porém, se desapontou com a apatia com que foi recebido pelas escolas romanas. Para piorar, seus estudantes, quando chegava o momento de pagar pelas aulas, simplesmente fugiam. Seus amigos maniqueístas então o apresentaram ao prefeito urbano, Símaco, que tentava conseguir um professor de retórica para servir na corte imperial em Mediolano (Milão). Agostinho conseguiu a posição e viajou para o norte para assumi-la no final de 384. Aos trinta anos de idade, já havia conquistado a mais visível de todas as posições acadêmicas do mundo latino, justamente numa época que tais postos eram portas de entrada para carreiras políticas. Neste período, embora demonstrasse algum fervor pelo maniqueísmo, jamais tornou-se um iniciado (um "eleito"), permanecendo um "ouvidor", o nível mais baixo da hierarquia da seita.
Ainda em Cartago, já havia começado a se distanciar do maniqueísmo, em parte por causa de um frustrante encontro com o bispo Fausto de Milevi, um importante expoente da teologia maniqueísta. Em Roma, afastou-se completamente do maniqueísmo e abraçou o ceticismo do movimento da Nova Academia. Em Mediolano, sua mãe retomou a pressão para que ele se reconvertesse ao cristianismo. Os próprios estudos de Agostinho sobre o neoplatonismo também passaram a atraí-lo, uma direção que foi depois estimulada por seu amigo Simpliciano. Mas foi o bispo de Mediolano, Ambrósio, quem mais influenciou Agostinho. Como ele, Ambrósio era um mestre na retórica, mas era mais velho e mais experiente.
Em Mediolano, Agostinho permitiu que sua mãe lhe arranjasse um casamento e foi por conta disso que ele abandonou sua concubina. Acredita-se que Agostinho realmente amasse sua parceira de mais de treze anos e o rompimento foi bastante difícil para ele. Confirmando esta tese, há evidências de que Agostinho tenha considerado seu relacionamento como equivalente ao matrimônio, apesar de não ser válido perante a lei. Em suas Confissões, ele admitiu que a experiência da separação acabou amortecendo gradualmente sua sensibilidade à dor. Agostinho teve que esperar por mais dois anos até que sua noiva atingisse a idade para casar e logo em seguida tomou uma nova concubina. Ele finalmente terminou o noivado com sua prometida (que tinha onze anos), mas não retomou o relacionamento com nenhuma de suas antigas concubinas.
Alípio de Tagaste foi o responsável por afastar Agostinho do casamento ao ensinar-lhe que jamais poderia viver no amor a sabedoria se casasse. Muitos anos depois, Agostinho relembrou seus dias em Cassicíaco (Cassago Brianza), uma vila nos arredores de Mediolano onde viveu com seus seguidores, e descreveu-os como Christianae vitae otium – a vida cristã de ócio.

### Conversão e sacerdócio

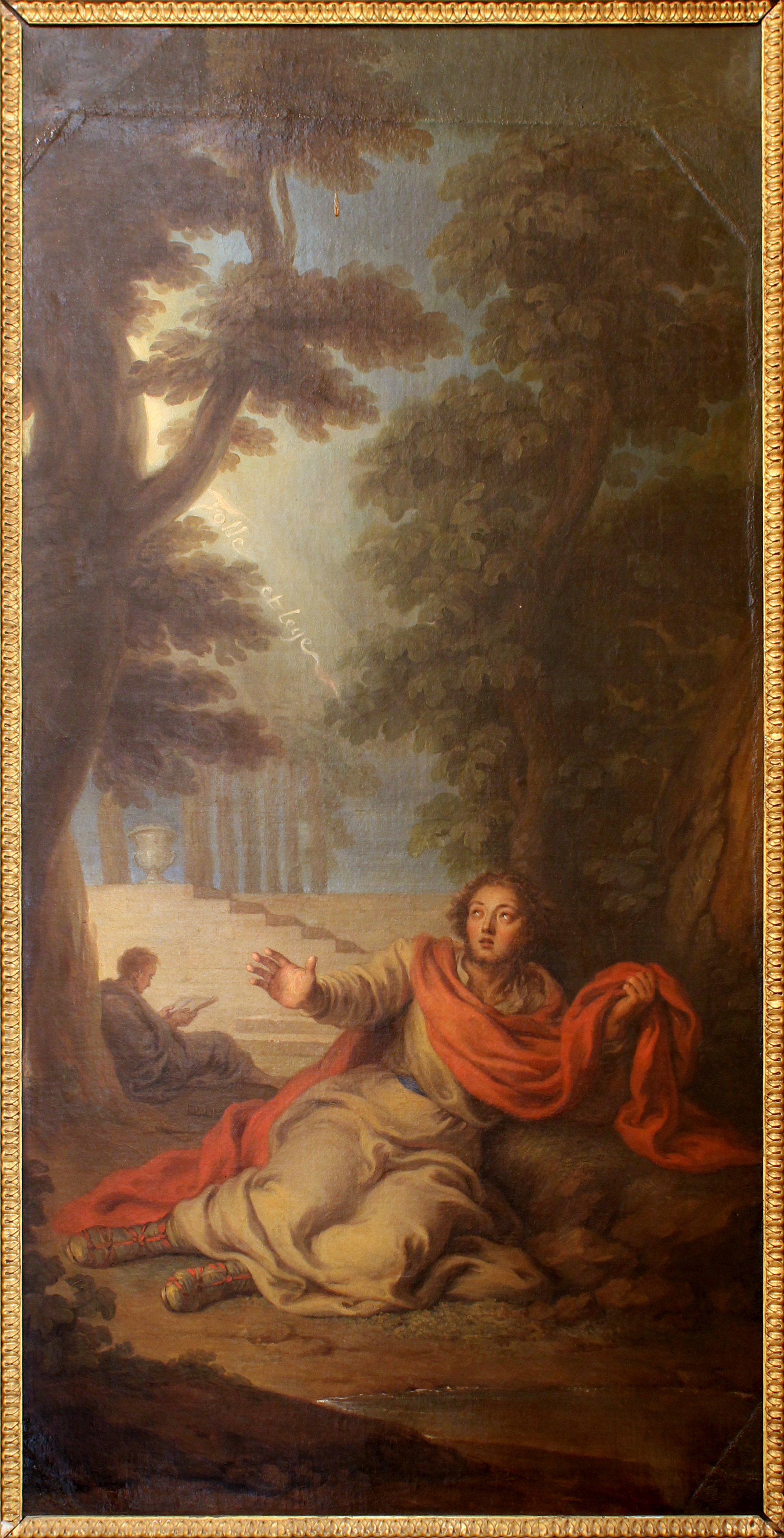
Conversão de Agostinho.
1756. Por Charles-Antoine Coypel, atualmente no Palácio de Versalhes, na França.

No verão de 386, depois de ouvir a história da vida de Santo Antão do Deserto por Placiano e seus amigos, Agostinho se converteu. Como ele próprio contou depois, a conversão foi incitada por uma voz infantil que ele ouviu pedindo-lhe para "tomar e ler" (em latim: tolle, lege), o que ele entendeu ser um comando divino para abrir a Bíblia, abri-la e ler a primeira coisa que encontrasse. Agostinho abriu na Epístola aos Romanos num trecho conhecido como "transformação dos crentes", os capítulos 12 ao 15, no qual Paulo delineia como o Evangelho transforma os crentes e seu comportamento. O trecho exato, segundo ele, foi;
| “ | «Andemos honestamente como de dia, não em orgias e bebedices, não em impudicícias e dissoluções, não em contendas e ciúmes; mas revesti-vos do Senhor Jesus Cristo, e não vos preocupeis com a carne para não excitardes as suas cobiças.» (Romanos 13:13–14) | ” |
|   | — Agostinho de Hipona, Confissões. |   |

Ambrósio batizou Agostinho e seu filho Adeodato na Vigília da Páscoa de 387 em Mediolano. Um ano depois, em 388, Agostinho completou sua apologia "Sobre a Santidade da Igreja Católica". No mesmo ano, a família decidiu voltar para a África, mas Mônica morreu em Óstia, perto de Roma, quando se preparava para embarcar. Quando chegaram, passaram a viver aristocraticamente com os rendimentos auferidos pelas extensivas propriedades da família na região. Logo depois, Adeotato também faleceu e Agostinho, entristecido, vendeu todo seu patrimônio e deu o dinheiro aos pobres, mantendo apenas a casa da família, que ele converteu numa fundação monástica para si e alguns amigos.
Em 391, foi ordenado sacerdote em Hipona e rapidamente tornou-se um pregador muito famoso - há mais de 350 sermões de Agostinho que se acredita serem autênticos - e um ardoroso adversário do maniqueísmo, sua religião da juventude. Em 395, foi nomeado bispo coadjutor de Hipona e, logo depois, assumiu o trono episcopal, motivo pelo qual é conhecido como "Agostinho de Hipona", uma posição que manteve até sua morte em 430. Suas "Confissões" foram escritas entre 397 e 398, ao passo que "A Cidade de Deus" foi escrita para consolar os cristãos logo depois do traumático saque de Roma pelos visigodos em 410.
Neste período, Agostinho trabalhou incansavelmente para converter o povo de Hipona. Apesar de ter deixado o mosteiro, continuou a levar uma vida asceta na residência episcopal. Para seus companheiros, deixou uma regula que fez com que, muito depois, fosse considerado como o "padroeiro do clero regular".
Grande parte do que sabemos sobre os anos finais de Agostinho foi relatada por seu amigo Possídio, o bispo de Calama (moderna Guelma, na Argélia), em sua obra Sancti Augustini Vita. Possídio admirava Agostinho como uma pessoa intelectualmente poderosa e de retórica arrebatadora que aproveitava todas as oportunidades para defender o cristianismo contra seus detratores. Ele preservou também os traços pessoais de Agostinho em detalhes, revelando um indivíduo que comia pouco, trabalhava muito, desprezava fofocas, evitava as tentações da carne e era muito prudente na administração financeira de sua sé.

### Morte e veneração
Na primavera de 430, os vândalos, uma tribo germânica convertida ao arianismo, invadiram a África romana e cercaram Hipona. Agostinho, porém, já estava irremediavelmente doente. De acordo com Possídio, um dos poucos milagres atribuídos a ele, a cura de um doente, deu-se durante o cerco. Ainda segundo ele, Agostinho passou seus últimos dias em oração e penitência, com salmos pendurados nas paredes de seu quarto para que pudesse lê-los. Antes de morrer, ordenou que a biblioteca da igreja de Hipona e todos os seus livros fossem cuidadosamente preservados, e faleceu finalmente em 28 de agosto de 430. Logo em seguida, os vândalos desistiram do cerco, mas retornaram não muito depois e incendiaram a cidade, destruindo tudo menos a catedral e a biblioteca de Agostinho.
Agostinho foi canonizado por aclamação popular e foi depois reconhecido como Doutor da Igreja em 1298 pelo papa Bonifácio VIII.

#### Relíquias

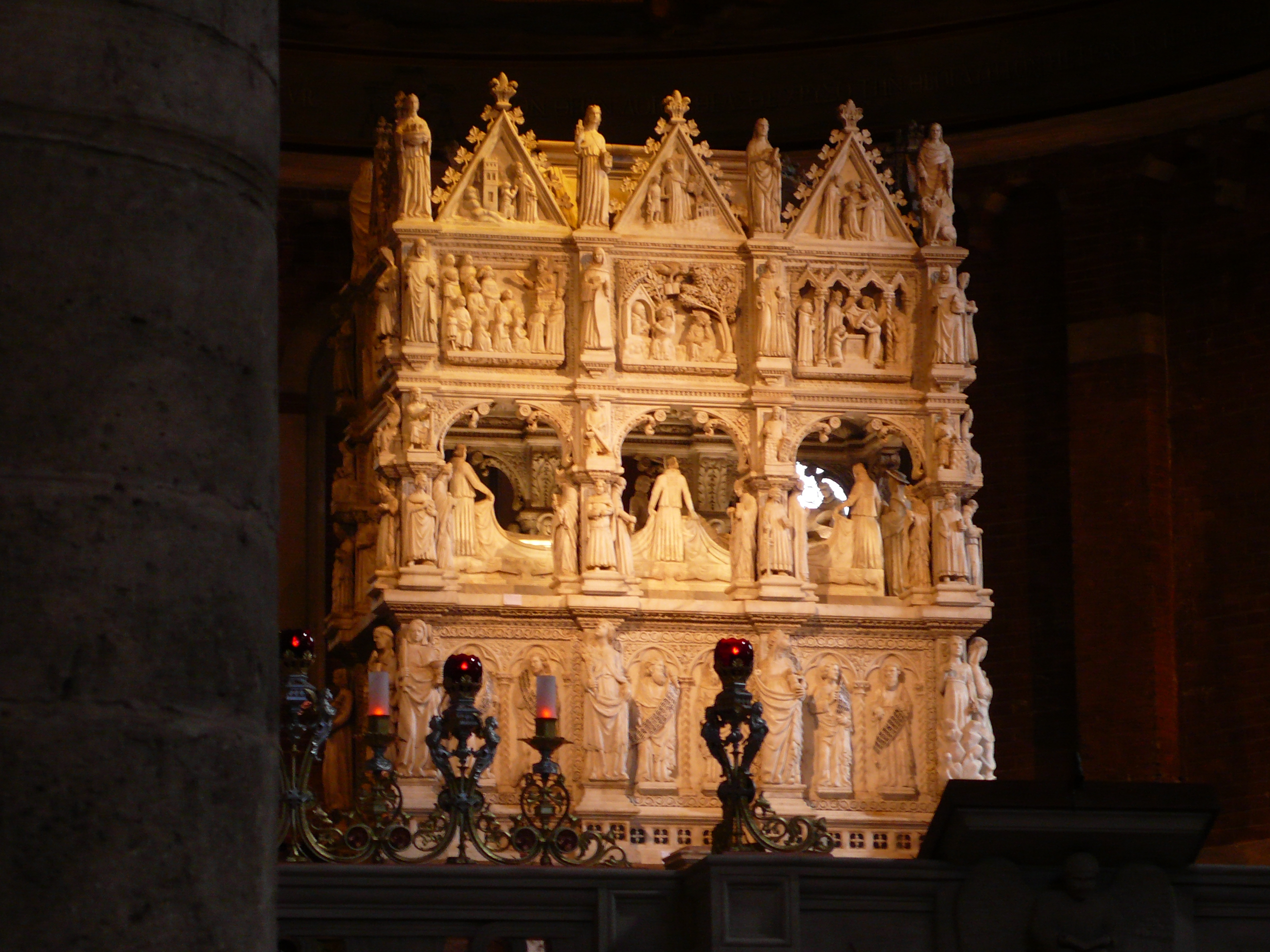
Túmulo de Santo Agostinho em San Pietro in Ciel d'Oro, em Pavia

De acordo com o "Verdadeiro Martirológio" de Beda, o corpo de Agostinho foi depois trasladado para Cálhari, Sardenha, pelos bispos católicos expulsos do norte da África por Hunerico. Por volta de 720, seu corpo foi novamente trasladado por Pedro, bispo de Pavia e tio do rei lombardo Liuprando, para a igreja de San Pietro in Ciel d'Oro, em Pavia, para protegê-lo contra os frequentes raides dos sarracenos. Em janeiro de 1327, João XII emitiu a bula papal Veneranda Santorum Patrum na qual nomeou os agostinianos como guardiões do túmulo de Agostinho, que foi reformado em 1362 com ricos baixo-relevos com cenas de sua vida.
Em outubro de 1695, trabalhadores em San Pietro in Ciel d'Oro descobriram um sarcófago de mármore com alguns ossos humanos, inclusive parte de um crânio e uma disputa irrompeu entre os eremitas da Ordem de Santo Agostinho e os clérigos dos Cânones Regulares de Santo Agostinho sobre sua autenticidade, estes afirmando que eram autênticos e aqueles, que não. No fim, Bento XIII (r. 1724–1730) ordenou ao bispo de Pavia, monsenhor Pertusati, que decidisse e ele declarou que, na sua opinião, eram verdadeiros.
Os agostinianos foram expulsos de Pavia em 1700 e se refugiaram em Milão levando com eles as relíquias de Agostinho e seu sarcófago desmontado, abrigando tudo na catedral da cidade. San Pietro ficou arruinada e só foi reformada na década de 1870 depois de uma campanha liderada por Agostino Gaetano Riboldi. As relíquias de Santo Agostinho e seu sarcófago foram reinstalados ali em 1896, quando a igreja foi reconsagrada.

## Pensamento

### Antropologia cristã
Agostinho foi um dos primeiros autores cristãos latinos a professar uma visão clara sobre a antropologia teológica ao defender o ser humano como a união perfeita de duas substâncias, o corpo e a alma. Em seu tratado tardio "Sobre os Cuidados com os Mortos" (420), por exemplo, defendeu o respeito ao corpo dos mortos afirmando que ele era parte da natureza humana. Uma das metáforas preferidas de Agostinho para ilustrar esta unidade é o matrimônio: caro tua, coniunx tua ("Seu corpo é sua esposa"). Ele acreditava que os dois elementos estavam inicialmente em perfeita harmonia, mas,  depois da queda da humanidade, passaram a combater entre si de forma dramática. Afirmava também que os dois elementos são parte de duas categorias bem distintas. Enquanto o corpo é um objeto tri-dimensional composto de quatro elementos, a alma não tem dimensões espaciais e é composta por um tipo de substância adequada para governar o corpo e que é parte da razão. Agostinho não estava preocupado, como Platão e Descartes, em explicar em detalhes a metafísica envolvida nesta união. Bastava para ele admitir que os homens eram formados por duas substâncias metafisicamente distintas, sendo a alma superior ao corpo. Esta última afirmação baseada em sua própria classificação hierárquica para todas as coisas, classificando em ordem de importância as coisas que somente existem, as que existem e vivem e, finalmente, as que existem, vivem e tem inteligência ou dispõem da razão.
Assim como outros Padres da Igreja, como Atenágoras por exemplo, Agostinho "condenou vigorosamente a prática do aborto induzido" e considerava-o um crime em qualquer estágio da gravidez, embora ele tenha aceitado a distinção entre fetos "formados" e "não formados" mencionada na tradução da Septuaginta do Êxodo 21:22–23, um trecho que, segundo ele, não classificava como assassinato o aborto de um feto "não formado", pois não se podia defender com certeza se ele já teria recebido uma alma.

### Astrologia
Os contemporâneos de Agostinho acreditavam que a astrologia era uma ciência exata e genuína; seus praticantes eram considerados como verdadeiros eruditos e chamados mathemathici. A disciplina tinha um importante papel na doutrina maniqueísta e Agostinho se sentiu atraído por este tipo de literatura quando jovem, fascinado principalmente pelos que alegavam poder prever o futuro. Posteriormente, já como bispo, costumava aconselhar seus fieis a evitarem astrólogos que combinassem ciências com horóscopos (é frequente que o termo mathematici nas obras de Agostinho seja traduzido como "matemático"). De acordo com ele, estes não eram verdadeiros estudantes de Hiparco ou Erastótenes e sim "vigaristas comuns".

### Criação

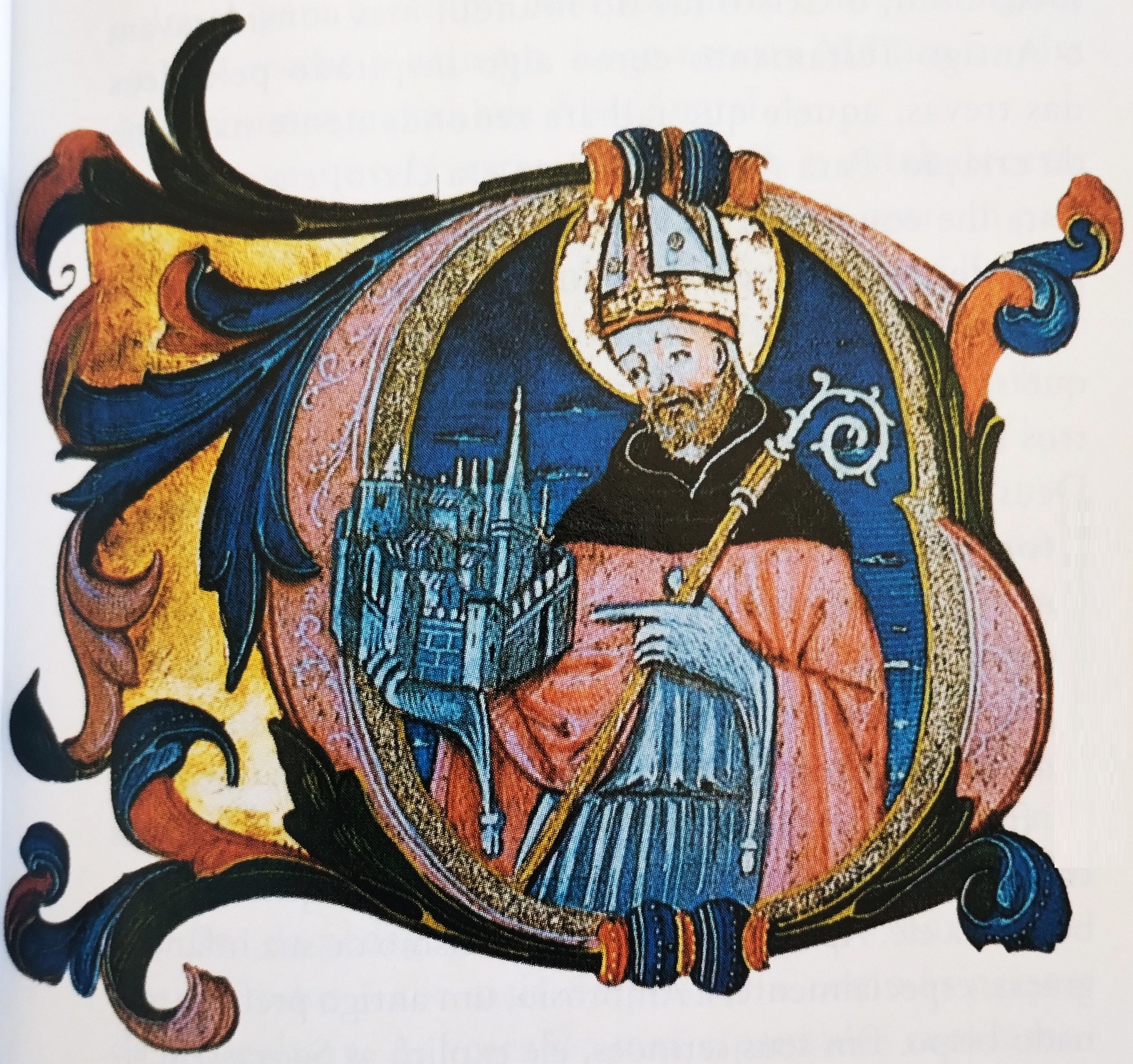
Agostinho de Hipona em detalhe de iluminura do livro Cidade de Deus (século XV)

Em "Cidade de Deus", Agostinho rejeitou tanto a imortalidade da raça humana proposta pelos pagãos quanto as ideias sobre "eras" comuns na sua época (como as pregadas por alguns gregos e pelos egípcios) e que diferiam dos escritos sagrados da Igreja. Em "A Interpretação Literal do Gênesis", Agostinho defende a posição que tudo no universo foi criado simultaneamente por Deus e não nos sete dias do calendário como requer uma interpretação literal do relato no Gênesis. Ele argumenta que a estrutura de seis dias para a criação apresentada ali representa um arcabouço lógico e não uma passagem de tempo física - o relato teria, portanto, um significado espiritual e não físico, mas, nem por isso, menos literal. Uma razão para esta interpretação é a passagem em Siraque 18:1 (conhecido também como Eclesiástico), creavit omni simul ("Criou todas as coisas simultaneamente"), que Agostinho assumiu como prova de que os dias citados em Gênesis 1 não devem ser entendidos fisicamente. Agostinho também não acreditava que o pecado original tenha provocado mudanças estruturais no universo e chegou a sugerir que os corpos de Adão e Eva já teriam sido criados mortais antes da "queda". Finalmente, Agostinho reconhece que a interpretação da história da criação é difícil e lembra que devemos estar dispostos a mudar nossas ideias conforme novas informações forem aparecendo.

### Eclesiologia

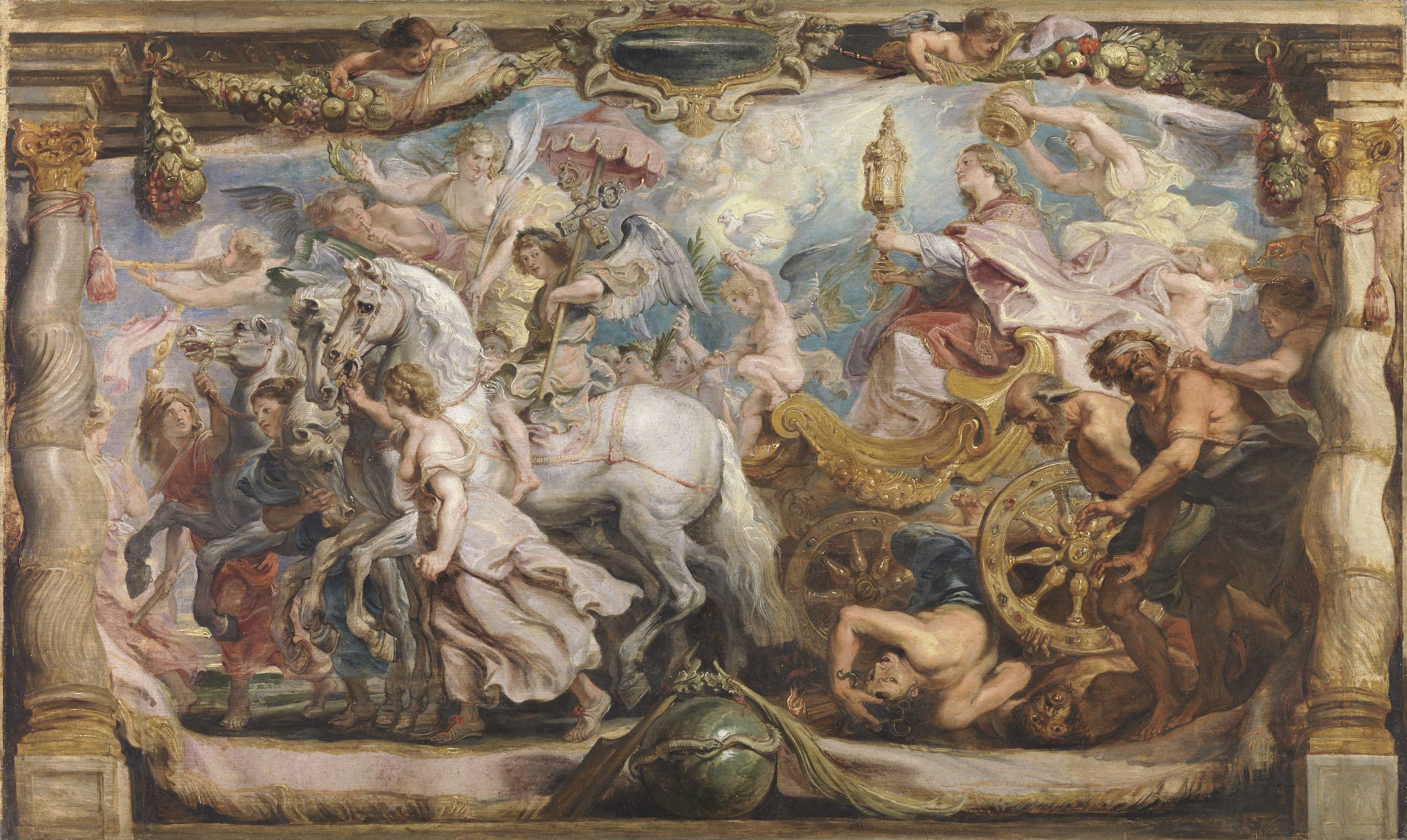
"Triunfo da Igreja". Agostinho defendeu o amilenialismo e acreditava que o milênio citado em era simbólico e não uma descrição literal. Além disso, defendia que ele já havia começado e era idêntico ao período da Igreja e o reino espiritual de Jesus.
Por Peter Paul Rubens, atualmente no Museu do Prado, em Madrid.

Agostinho desenvolveu sua doutrina sobre a Igreja principalmente como reação à controvérsia donatista. Segundo ele, há apenas uma Igreja, mas dentro dela há duas realidades, o aspecto visível (a hierarquia institucional, os sacramentos e os fiéis) e o invisível (as almas dos que estão na Igreja). O primeiro é o corpo institucional estabelecido por Cristo na terra que proclama a salvação e administra os sacramentos enquanto o segundo é o corpo invisível dos eleitos, composto pelos fiéis genuínos de todas as épocas, conhecido apenas por Deus. A Igreja, que é visível e social, é composta por "trigo" e "joio", ou seja, pelos bons e pelos maus (vide a parábola do Trigo e do Joio), até o fim dos tempos. Este conceito era diretamente contrário à suposição donatista de que apenas os que vivem num estado de graça eram parte da igreja "verdadeira" ou "pura" na terra e que sacerdotes e bispos que não estivessem em estado de graça não têm autoridade ou habilidade para conferir os sacramentos.:28 A eclesiologia de Agostinho foi desenvolvida principalmente na "Cidade de Deus". Na obra, ele concebe a Igreja como uma cidade ou um reino celestial governado pelo amor que triunfará no final sobre todos os impérios terrenos que são auto-indulgentes e governados pelo orgulho. Agostinho seguiu Cipriano ao defender que bispos e padres da Igreja são sucessores dos Apóstolos e que sua autoridade é conferida por Deus.

### Escatologia
Agostinho originalmente acreditava no premilenialismo, ou seja, que Cristo iria literalmente fundar um reino de 1 000 anos na terra antes da ressurreição geral, mas rejeitou depois a crença afirmando que ela era "carnal". Ele foi o primeiro teólogo a expor uma doutrina sistemática do amilenialismo, embora alguns teólogos e historiadores cristãos acreditem que sua visão era mais próxima dos modernos pós-milenialistas. A Igreja medieval construiu seu sistema escatológico sobre o amilenialismo de Agostinho, no qual Cristo governa a terra espiritualmente através do triunfo da Igreja. Durante a Reforma, teólogos como João Calvino aceitaram a doutrina.
Agostinho ensinou que o destino eterno da alma é determinado na morte e que o fogo do purgatório sobre os que estão no estado intermediário purifica apenas os que morreram em comunhão com a Igreja, uma tese que deu origem a diversas outras teologias posteriormente.

### Pontos de vista epistemológicos
Preocupações epistemológicas permearam o desenvolvimento intelectual de Agostinho. Seus primeiros diálogos ("Contra academicos", 386; "De Magistro",389), ambos escritos logo depois de sua conversão, refletem o uso que ele fazia de argumentos céticos e demonstram o desenvolvimento de sua doutrina da iluminação interior. Agostinho também propôs o problema das outras mentes em diversas obras - mais famosamente talvez em "Sobre a Trindade" (VIII.6.9) - e desenvolveu o que viria a ser uma solução padrão: o argumento a partir da analogia a outras mentes. Ao contrário de Platão e outros filósofos anteriores, Agostinho reconheceu a centralidade do testemunho para o conhecimento humano e argumentou que o que os outros nos contam pode nos trazer novos conhecimentos mesmo se não tivermos razões independentes para acreditar em seus relatos testemunhais.

### Guerra justa

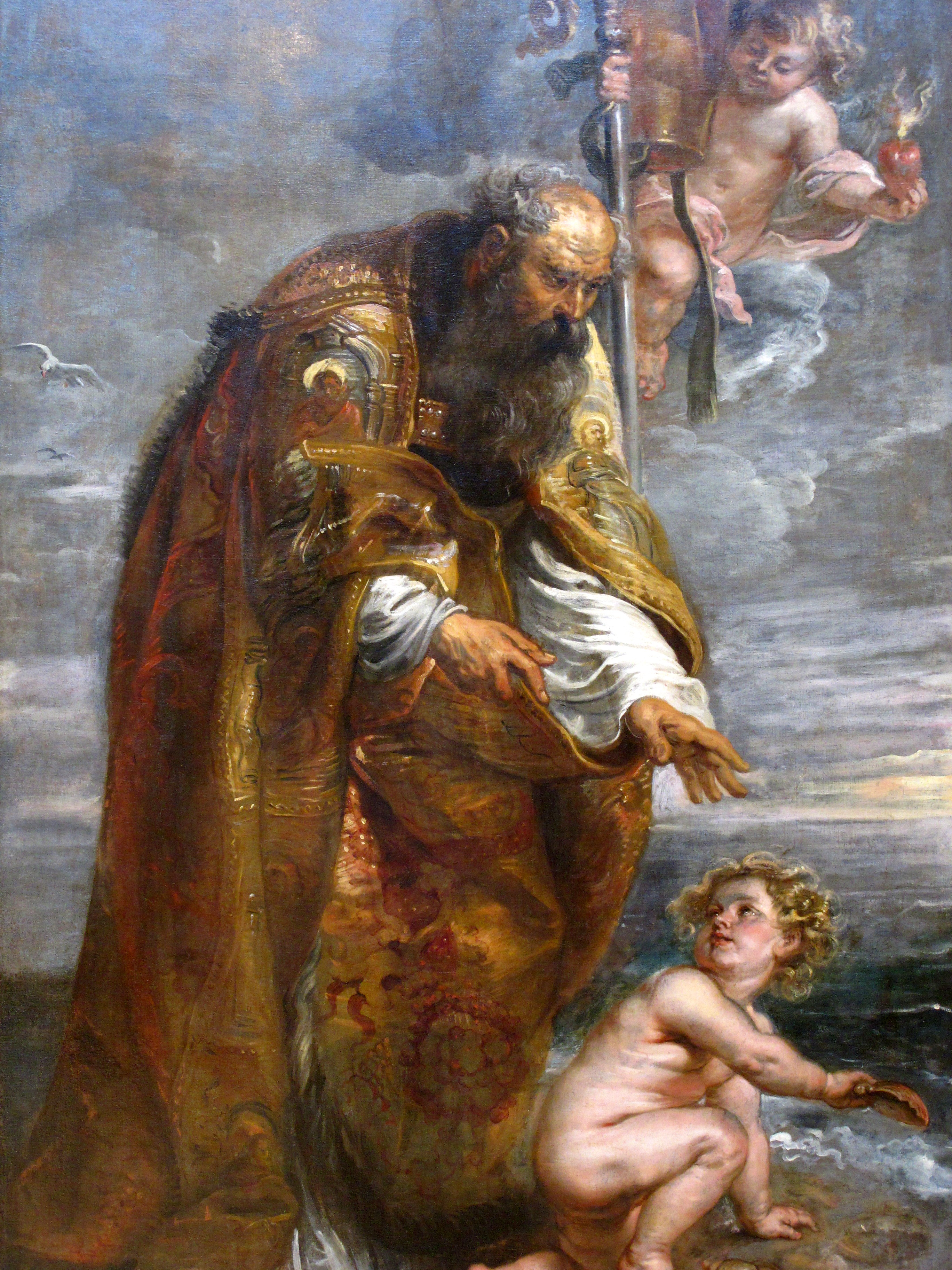
"Santo Agostinho", uma obra que ilustra uma das mais conhecidas lendas sobre Santo Agostinho: "Enquanto passeava pela praia meditando sobre o mistério da Trindade, Agostinho encontrou um garoto que repetidamente jogava água do mar num buraco escavado na areia. Ao perguntar-lhe o que estava fazendo, a criança disse-lhe que pretendia colocar ali toda a água do mar. Quando Agostinho lhe explicou ser impossível realizar seu intento, a criança respondeu: “É muito mais fácil o oceano todo ser transferido para este buraco do que compreender-se o mistério da Santíssima Trindade”; em seguida, sendo um anjo, desapareceu."
1636-1638. Por Peter Paul Rubens, atualmente na Igreja de Santo Agostinho em Praga, na República Checa.

Agostinho afirmou que os cristãos deveriam ser pacifistas como postura pessoal e filosófica. Apesar disso, afirmou que passividade perante uma grave injustiça que só pudesse ser detida com violência seria um pecado. A auto-defesa ou a defesa de outros pode ser uma necessidade, especialmente quando comandada por uma autoridade legítima. Apesar de não detalhar as condições necessárias para a guerra, Agostinho cunhou o termo "guerra justa" em sua obra "Cidade de Deus". Essencialmente, a busca pela paz deve incluir a opção de lutar para preservá-la no longo prazo. Uma guerra justa não pode ser preemptiva; deve ser defensiva e objetivar a restauração da paz.
Tomás de Aquino, séculos depois, baseou-se na autoridade dos argumentos de Agostinho em sua tentativa de definir as condições nas quais uma guerra poderia ser considerada justa.

### Trindade
Agostinho tentou e esforçou-se exaustivamente por compreender e desvendar o mistério da Santíssima Trindade e uma de suas principais obras, "Sobre a Trindade", é o resultado deste esforço. Após muito tempo de reflexão, esforço e trabalho, chegou à conclusão que nós, devido à nossa mente extremamente limitada, nunca poderíamos compreender e assimilar plenamente a dimensão (infinita) de Deus somente com as nossas próprias forças e o nosso raciocínio. Concluiu que a compreensão plena e definitiva deste grande enigma só é possível quando, na vida eterna, nos encontrarmos no Paraíso com o Pai, o Filho e o Espírito Santo.

### Mariologia
Embora Agostinho não tenha desenvolvido uma mariologia independente, suas afirmações sobre Maria ultrapassam em número e em quantidade as dos autores anteriores. Mesmo antes do Concílio de Éfeso, ele defendeu a sempre Virgem Maria como a "Mãe de Deus" e por causa de sua virgindade, é cheia de graça. Ele também afirmou que a Virgem Maria "concebeu virgem, deu à luz virgem e permaneceu virgem para sempre".

### Conhecimento natural e interpretação bíblica
Agostinho defende que o texto bíblico não deve ser interpretado literalmente e sim metaforicamente se ele contradisser o que conhecemos pela ciência ou pela razão (conferida por Deus em sua doutrina). Enquanto cada passagem das Escrituras tem um sentido literal, isto não quer dizer que o texto escritural é sempre mera história; por vezes as passagens são metáforas.

### Pecado original
Agostinho acreditava que o pecado original de Adão e Eva foi ou um ato de estupidez ("insipientia") seguido de orgulho e desobediência a Deus ou desde o princípio um ato de orgulho. O primeiro casal desobedeceu a Deus, que os havia comandado que não comessem da Árvore do conhecimento do bem e do mal (Gênesis 2:17), o símbolo da ordem da criação. Segundo ele, o egoísmo fê-los comer o fruto da árvore, levando-os assim ao fracasso em reconhecer e respeitar o mundo como fora criado por Deus, com sua hierarquia de seres e valores.[a] Contudo, eles não teriam sucumbido ao orgulho e falta de sabedoria se Satã não tivesse semeado em seus sentidos "a raiz do mal" ("radix Mali"). Agostinho acredita que, neste momento, a natureza humana foi ferida pela concupiscência (ou libido), o que lhes afetou a inteligência e a vontade além das afeições e desejos, inclusive o sexual.[b] Em termos metafísicos, concupiscência não é algo, mas uma má qualidade, a ausência do bem, ou uma ferida.[c]

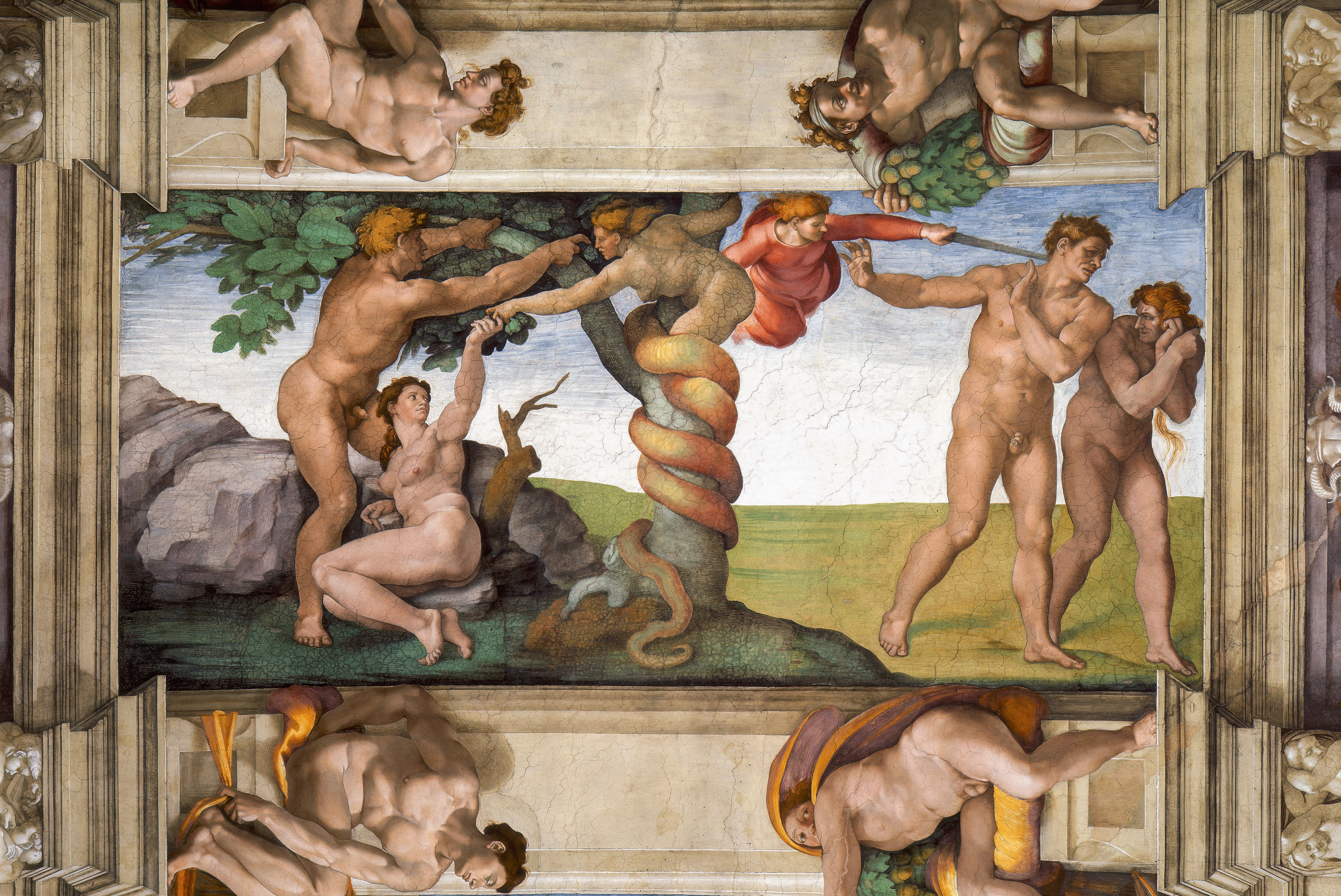
Afresco da "Queda da humanidade e a expulsão do paraíso", um dos temas mais importantes tratados por Agostinho em sua teoria sobre o pecado original.
século XV. Por Michelangelo no teto da Capela Sistina, no Vaticano.

"A Queda da Humanidade". Segundo Agostinho, a natureza humana foi ferida pela concupiscência, um vício que domina o ser e provoca a desordem moral em homens e mulheres.
1616. Por Hendrik Goltzius, atualmente na Galeria Nacional de Arte, em Washington, D.C.

A compreensão de Agostinho sobre as consequências do pecado original e da necessidade da graça redentora se desenvolveu principalmente durante a controvérsia contra Pelágio e seus discípulos Celéstio e Juliano de Eclano, inspirados por Rufino da Síria, que era, por sua vez, discípulo de Teodoro de Mopsuéstia. Eles se recusavam a concordar que a libido teria ferido a mente e a vontade insistindo que a natureza humana recebeu o poder de agir, falar e pensar quando Deus a criou; ela não poderia perder sua capacidade moral de fazer o bem, mas as pessoas são livres para agir ou não de maneira justa. Em sua defesa, Pelágio lançou mão do exemplo dos olhos: eles tem a capacidade de enxergar, mas a pessoa pode fazer disto bom ou mau uso. Como Joviniano, os pelagianos insistiam que as afeições e desejos humanos também não teriam sido afetados pela queda. A imoralidade - como a fornicação - é unicamente uma questão de vontade, ou seja, o ato de uma pessoa que não usa seus desejos naturais de forma apropriada. Como argumento, Agostinho lembrou que da aparente desobediência da carne frente ao espírito e explicou que este era uma das consequências do pecado original, a punição pela desobediência de Adão e Eva.
Agostinho foi maniqueísta por cerca de nove anos, uma doutrina que ensinava que o pecado original era o "conhecimento carnal".
Porém, a luta de Agostinho para compreender a origem do mal no mundo começou muito antes disso, quando ele tinha apenas dezenove anos. Por "malum" ("mal"), ele entendia toda concupiscência, que interpretava como um vício que domina o ser humano e provoca a desordem moral em homens e mulheres. A. Trapè insiste que sua doutrina sobre concupiscência não pode ser creditada à experiência pessoal de Agostinho, como defendem alguns acadêmicos. Seu casamento, mesmo sem a cerimônia cristã típica, foi exemplar, normal e feliz. Como demonstrou J. Brachtendorf, Agostinho utilizou conceitos estoicos ciceronianos de paixão para interpretar a doutrina paulina de pecado universal e de redenção.
O ponto de vista de que não apenas a alma humana, mas também seus sentidos foram influenciados pela queda de Adão e Eva era amplamente aceito na época de Agostinho entre os Padres da Igreja. É claro que as razões para Agostinho se distanciar dos afazeres da carne era diferente das de Plotino, um neoplatônico[d] que ensinava que apenas através do desprezo pelos desejos carnais que se poderia alcançar o estado final da humanidade. Agostinho ensinava a redenção, ou seja, a transformação e a purificação, do corpo na ressurreição.
Alguns autores interpretam a doutrina de Agostinho como sendo dirigida contra a sexualidade humana e atribuem sua insistência em continência e devoção a Deus como originando na necessidade de Agostinho de rejeitar sua própria natureza altamente sensual, descrita por ele mesmo em suas "Confissões". Mas, à luz de suas obras, esta tese tem sido refutada. A doutrina de Agostinho era que a sexualidade humana havia sido ferida juntamente com o resto da natureza humana e requeria a redenção de Cristo. Esta cura é um processo que se realiza nos atos conjugais. A virtude da continência é conquistada pela graça do sacramento do casamento cristão, que torna-se, assim, um "remedium concupiscentiae". A redenção da sexualidade humana só será, porém, completamente realizada com a ressurreição do corpo.
Segundo Agostinho, o pecado de Adão é herdado por todos os seres humanos. Já em seus escritos pré-pelagianos, ele ensinava que o pecado original é transmitido pela concupiscência, que ele considerava como sendo a paixão tanto do corpo quanto da alma,[f] o que resultava que, para ele, a humanidade era uma "massa damnata" ("massa condenada") que destrói a liberdade da vontade. Teólogos reformadores como Lutero e Calvino, também afirmavam que o pecado original destruía completamente a liberdade (veja depravação total).
A formulação da doutrina do pecado original de Agostinho foi confirmada pelos papas Inocêncio I (r. 401–417) e Zósimo (r. 417–418) e pela Igreja em diversos concílios:
- Concílio de Cartago em 418
- Concílio de Éfeso em 431
- Concílio de Orange em 529
- Concílio de Trento em 1546

Anselmo de Cantuária estabeleceu em seu opúsculo "Cur Deus Homo" (Por que Deus [tornou-se] homem?) a definição que foi depois seguida por todos os demais acadêmicos, a de que o pecado original é "a falta de retidão comum a todos os homens", interpretando assim a concupiscência como algo mais do que o desejo sexual segundo a definição de alguns discípulos de Agostinho, inclusive Lutero e Calvino, uma doutrina que foi condenada em 1567 pelo papa Pio V.

### Predestinação
Alguns exegetas argumentam que Agostinho ensinava que algumas pessoas estavam predestinadas por Deus a serem salvas por um decreto eterno e soberano que não se baseia na vontade e nem nos méritos do homem. Esta graça salvadora que Deus concede é irresistível e infalivelmente resulta na conversão. Deus também concede àqueles que salva o dom da perseverança para que nenhum dos escolhidos de Deus possa se afastar ou cair em tentação.:44  Este aspecto de sua obra foi enfatizado pelo jansenismo e pelo calvinismo.
Já a Igreja Católica considera que a doutrina de Agostinho é consistente com a do livre arbítrio e afirma que ele disse muitas vezes que qualquer um pode ser salvo se quiser. Apesar de Deus saber quem será salvo e quem não será, sem possibilidade de alguém que estava destinado a se perder ser salvo, este conhecimento representa o conhecimento perfeito de Deus sobre como os homens irão escolher livremente seus destinos.

### Teologia sacramental
Também como reação aos donatistas, Agostinho desenvolveu uma distinção entre "regularidade" e "validade" dos sacramentos. São considerados regulares os que são realizados pelo clero da Igreja Católica e os realizados pelos cismáticos são considerados irregulares. Já a validade dos sacramentos não depende da santidade dos padres que os realizam ("ex opere operato"); portanto, sacramentos irregulares são aceitos como válidos desde que tenham sido feitos em nome de Cristo e da forma prescrita pela Igreja. Neste tema, Agostinho se afasta do entendimento de Cipriano, que ensinava que os convertidos de movimentos cismáticos precisavam ser rebatizados. Porém, Agostinho reforçou que os sacramentos administrados fora da Igreja Católica, apesar de verdadeiros, não serviam para nada. Também afirmou que o batismo, apesar de não conferir graça alguma quando feito fora da Igreja, concede ao batizado essa graça tão logo ele seja recebido na Igreja Católica.
Agostinho defendia o entendimento do cristianismo primitivo sobre a presença real de Cristo na Eucaristia afirmando que quando Jesus disse "Este é o meu corpo" era uma referência ao pão que ele tinha nas mãos e que os cristãos devem acreditar que o pão e o vinho são de fato o corpo e o sangue de Cristo, a despeito do que veem seus olhos.
Contra os pelagianos, Agostinho sublinhou fortemente a importância do batismo infantil. Sobre o tema da necessidade absoluta do batismo para a salvação, ele foi refinando suas crenças durante a vida, o que provocou uma certa confusão entre os teólogos posteriores sobre qual seria sua posição. Ele disse em de seus sermões que apenas os batizados seriam salvos, uma crença compartilhada por muitos dos primeiros cristãos. Porém, uma passagem de sua "Cidade de Deus" sobre o Apocalipse pode indicar que Agostinho de fato acreditava numa exceção para crianças pequenas nascidas de pais cristãos.

### Afirmações sobre os judeus
Contra certos movimentos cristãos, alguns dos quais rejeitavam as Escrituras hebraicas, Agostinho afirmou que Deus havia escolhido os judeus como um povo especial e considerava que a dispersão do povo judeu pelo Império Romano como a realização de uma profecia. Ele rejeitava atitudes homicidas contra eles citando parte da mesma profecia: «Não os mates, para que o meu povo não se esqueça; Dispersa-os pelo teu poder, e derruba-os, Jeová, escudo nosso.» (Salmos 59:11). Finalmente, Agostinho acreditava que os judeus se converteriam ao cristianismo no "fim dos tempos" e defendia que Deus havia permitido que eles sobrevivessem como um aviso aos cristãos e como testemunhas de que o Antigo Testamento não fora forjado pela Igreja. Sendo assim, argumentava, os governantes deveriam permitir que eles residissem em terras cristãs.

### Sexualidade
Para Agostinho, o mal da imoralidade sexual não decorria do ato sexual em si, mas das emoções que tipicamente o acompanham. Em "Sobre a Doutrina Cristã", contrasta o amor, que é a realização por conta de Deus, e o desejo, que não tem a ver com Ele. Para Agostinho, o amor apropriado ocorre quando se nega o prazer egoísta e se subjuga o desejo corporal em homenagem a Deus. Agostinho escreveu que as virgens piedosas que foram estupradas durante o saque de Roma eram inocentes porque não tiveram a intenção de pecar.
Porém, a visão de Agostinho sobre os sentimentos de origem sexual como pecaminosos afetou sua visão sobre as mulheres. Considerava, por exemplo, que a ereção masculina era um pecado, apesar de involuntária. A solução encontrada por ele foi colocar o controle sobre ela nas mulheres e na sua habilidade de influenciar os homens.
Agostinho acreditava que a serpente havia se aproximado de Eva porque ela seria menos racional e lhe faltaria o autocontrole dos homens, ao passo que a escolha de Adão de comer o fruto proibido seria um ato de gentileza para que Eva não ficasse sozinha. Além disso, Agostinho acreditava que o pecado havia entrado no mundo porque o homem (o "espírito") não havia controlado a mulher (a "carne"). Porém, nem todas as crenças de Agostinho sobre as mulheres são negativas. Em seus "Tratados sobre o Evangelho de João", ao comentar sobre a a samaritana de João 1:42, utiliza-a como uma metáfora para a Igreja.
De acordo com Raming, a autoridade do Decreto de Graciano, uma coleção de leis canônicas católicas romanas que proíbe as mulheres de liderar, ensinar ou dar testemunho, repousa unicamente sobre as crenças dos primeiros Padres da Igreja, e Agostinho, bispo de Hipona, é um dos mais importantes deles. As leis e tradições fundamentadas nas crenças de Agostinho sobre a sexualidade e as mulheres continuam a exercer considerável influência nas posições doutrinárias da Igreja Católica sobre o papel das mulheres.

Todavia, a autoridade moral de Agostinho é posta em causa por algumas fontes, de que é exemplo o seguinte excerto: 
De referir que Agostinho só escreveu as suas críticas à história e a determinadas práticas sexuais quando já era homem de meia idade e tinha renunciado, ele próprio, a essas práticas, depois de anos a fio de 'experiências' com prostitutas, de contactos no âmbito da homossexualidade e de um modo de vida que passou a negar a outros em nome de Deus. [The middle-aged Augustine, incidentally, wrote his assault on sexual practises (and history) after he was finished with it himself, after years of ‘experimenting’ with prostitutes, dabbling in homosexuality, and living it up in a way that he would deny others in the name of God.]

## Filosofia de ensino
Agostinho é considerado uma figura muito influente na história da educação e uma de suas primeiras obras, De Magistro ("Do Professor"), contém muitos de seus pensamentos sobre o tema. Durante sua vida, suas ideias foram mudando conforme foi encontrando novas direções ou formas melhores de expressa-las. Finalmente, já nos  seus anos finais, escreveu as "Retratações" (ou "Reconsiderações"), revisitando suas obras mais antigas e melhorando alguns textos. A partir dela, fica claro que Agostinho acreditava que a educação era uma busca incansável por compreensão, significado e verdade que sempre deixa aberto o espaço para a dúvida, o desenvolvimento e a mudança.
Gary N. McCloskey identificou quatro "encontros de aprendizado" ("aulas") na abordagem agostiniana à educação: as experiências transformadoras; a jornada em busca da compreensão, significado e verdade; o aprendizado com os outros em comunidade; e a criação dos hábitos de aprendizado. Segundo ele, Agostinho acreditava ainda que o diálogo, a dialética e a discussão eram as melhores formas de aprender e que este método deveria servir de modelo para as aulas.
Agostinho também introduziu a tese das três diferentes categorias de estudantes às quais os professores deveriam adaptar seus estilos de ensino: a dos que foram bem-educados por professores de renome; a dos que não foram educados; e a dos que tiveram uma educação pobre, mas acreditam terem sido bem-educados. Com os primeiros, o professor deve tomar cuidado para não repetir o que já aprenderam e deve desafiar cada estudante com matérias que ainda não domina completamente. Com o estudante que não recebeu educação, o professor deve ser paciente e estar disposto a repetir os temas até que ele os compreenda e deve ser simpático também. Porém, o mais difícil é aquele que recebeu uma educação inferior e acredita ser alguém que ainda não é. Para estes, Agostinho reforçou a importância de mostrar a diferença entre "ter as palavras e ter a compreensão" e de ajudá-los a permanecerem humildes em seus processos de aprendizado.[carece de fontes?]
Agostinho introduziu a ideia de professores respondendo positivamente às questões que possam receber de seus estudantes, mesmo quando forem interrompidos. Agostinho também criou o estilo "contido" de ensino, que assegurava a compreensão completa de um conceito pelos estudantes através de táticas simples: não bombardeá-los com matéria em excesso; foco em um tópico por vez; ajudar na compreensão do tema ao invés de avançar a matéria rapidamente; antecipação de questionamentos; e, finalmente, ajudar na resolução de dificuldades e na busca pela solução dos problemas.[carece de fontes?]
Outro exemplo de uma grande contribuição de Agostinho para a educação foi seu estudo sobre os estilos de ensino. Segundo ele, existem dois estilos básicos: o "estilo misto", que utiliza linguagem complexa, por vezes "exibida", para ajudar os estudantes a enxergarem a arte e a beleza que está por trás do tema estudado, e o "estilo grandioso", que não é tão elegante quanto o misto, mas é apaixonado e sincero, e tem com objetivo inflamar uma paixão similar a do professor no coração dos estudantes.[carece de fontes?]

## Obras

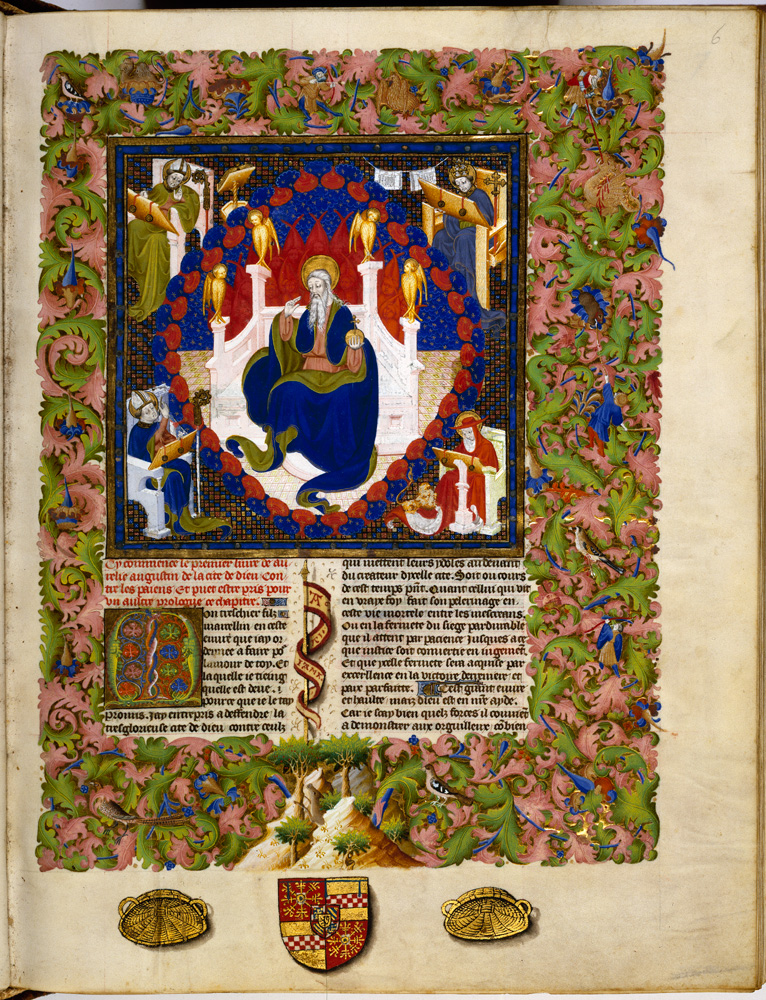
Manuscrito da Cidade de Deus, a obra mais famosa de Agostinho.
Início do século XV, atualmente na Biblioteca Nacional da Holanda.

Agostinho foi um dos mais prolíficos autores latinos em termos de obras sobreviventes e a lista de seus trabalhos tem mais de cem títulos diferentes. Entre eles estão obras apologéticas contra as heresias dos arianos, donatistas, maniqueístas e pelagianos; textos sobre a doutrina cristã, principalmente "De Doctrina Christiana" ("Sobre a Doutrina Cristã"); obras exegéticas como comentários sobre o Gênesis, os Salmos e a carta de Paulo aos Romanos; diversos sermões e cartas; e uma "Retractationes", uma revisão de suas primeiras obras escrita no final de sua vida. Além destas, Agostinho é também bastante conhecido por suas "Confissões", que é um relato pessoal de seus primeiros anos, e pela "Cidade de Deus" (De Civitate Dei; em 22 livros), que ele escreveu para restaurar a confiança aos seus companheiros cristãos abalados pelo saque de Roma pelos visigodos em 410. Sua "Sobre a Trindade", na qual ele desenvolve a tese conhecida como "analogia psicológica" da Trindade, é uma de suas obras primas e possivelmente uma das maiores obras teológicas de todos os tempos. Finalmente, Agostinho escreveu ainda "Sobre a Livre Escolha da Vontade" ("De libero arbitrio"), que trata do motivo pelo qual Deus dá aos homens o livre arbítrio que depois pode ser usado para realizar o mal.

## Influência
Tanto em sua argumentação filosófica quanto na teológica, Agostinho foi fortemente influenciado pelo estoicismo, platonismo e neoplatonismo, particularmente pela obra de Plotino, o autor das "Enéadas", provavelmente por intermédio de Porfírio e Vitorino (como defendeu Pierre Hadot). Embora ele tenha depois abandonado o neoplatonismo, algumas ideias ainda transparecem em suas primeiras obras. Sua obra primal e influente sobre o livre arbítrio, um tema central da ética, tornar-se-ia o foco de filósofos posteriores como Schopenhauer, Kierkegaard e Nietzsche. Agostinho foi influenciado também por Virgílio (conhecido por suas obras sobre a linguagem), Cícero (conhecido por suas obras sobre a argumentação) e Aristóteles (principalmente a "Retórica" e a "Poética").
Tomás de Aquino foi fortemente influenciado por Agostinho. No tema do pecado original, Aquino propôs uma visão mais otimista do homem que a de Agostinho ao preservar os poderes da razão, vontade e das paixões do homem caído mesmo depois da queda. A doutrina de Agostinho sobre a graça eficaz encontrou uma eloquente expressão na obra de Bernardo de Claraval.
O filósofo Bertrand Russell se impressionou com a meditação sobre a natureza do tempo de Agostinho nas "Confissões" e comparou-a favoravelmente à de Kant, que afirmava que o tempo é subjetivo. Teólogos católicos geralmente subscrevem a crença de Agostinho de que Deus existe "fora do tempo" num "eterno presente"; que o tempo só existe dentro do universo criado por que apenas no espaço é possível discernir o tempo, através do movimento e das mudanças. Estas meditações estão intimamente ligadas às suas considerações sobre a habilidade humana da memória. Frances Yates, em seu estudo "A Arte da Memória", de 1966, defende que uma curta passagem de "Confissões" (10.8.12), na qual Agostinho escreve sobre a subida de um lance de escadas e a entrada nos vastos campos da memória claramente indica que os antigos romanos estavam cientes de como utilizar metáforas espaciais e arquiteturais explícitas como uma técnica mnemônica para organizar grandes quantidades de informação.

O método filosófico de Agostinho, demonstrado especialmente em suas "Confissões", exerceu uma contínua influência sobre a filosofia europeia continental por todo o século XX. Sua abordagem descritiva sobre a intencionalidade, memória e linguagem conforme estes fenômenos são experimentados no tempo e na consciência anteciparam e inspiraram ideias na moderna fenomenologia e hermenêutica. Edmund Husserl escreveu: 
"A análise da consciência do tempo é uma antiga crux [desafio] da psicologia descritiva e da teoria do conhecimento. O primeiro pensador a ser profundamente sensível às imensas dificuldades neste campo foi Agostinho, que trabalhou quase a ponto de se desesperar sobre este problema".
Martin Heidegger faz referência à filosofia descritiva de Agostinho em diversos pontos de sua obra mais influente, "Ser e Tempo".[e] Hannah Arendt começou sua carreira filosófica com uma dissertação sobre o conceito de amor de Agostinho, "Der Liebesbegriff bei Augustin" (1929): 
A jovem Arendt tentou mostrar que a base filosófica para a "vita socialis" em Agostinho pode ser entendida como sendo o amor entre vizinhos com base em sua compreensão da origem comum da humanidade". 
Jean Bethke Elshtain em "Augustine and the Limits of Politics" ("Agostinho e os Limites da Política") encontrou relações entre Agostinho e Arendt em seus respectivos conceitos sobre o mal: 
"Agostinho não via o mal como glamorosamente demônico, mas, ao invés disso, como uma ausência do bem, algo que paradoxalmente é, na realidade, nada. Arendt... vislumbrou o mal extremo que produziu o Holocausto como meramente banal [em "Eichmann em Jerusalém"]". 
Ludwig Wittgenstein citou Agostinho extensivamente em suas "Investigações Filosóficas" por sua abordagem a linguagem, tanto de forma positiva quanto como contraponto para suas próprias ideias, incluindo uma longa passagem de abertura das "Confissões". Em seu livro autobiográfico, "Milestones", o papa Bento XVI afirmou que Agostinho foi uma de suas mais importantes influências.
De acordo com Leo Ruickbie, os argumentos de Agostinho contra a Mágica, que a diferenciavam dos milagres, foram cruciais para a luta do cristianismo primitivo contra o paganismo e transformaram-se na tese central na denúncia posterior contra bruxas e a bruxaria. De acordo com o professor Deepak Lal, a visão de Agostinho sobre a "cidade celeste" influenciou projetos e tradições seculares do iluminismo, marxismo, freudianismo e o eco-fundamentalismo.

## Cultura popular
Agostinho foi interpretado por Dary Berkani no filme para televisão de 1972 "Augustine of Hippo". Ele foi interpretado também por Franco Nero na mini-série de 2010 "Augustine: The Decline of the Roman Empire" e no filme de 2012 "Restless Heart: The Confessions of Saint Augustine" O nome moderno está ligado à Família Agostinelli.
Bob Dylan gravou uma música chamada "I Dreamed I Saw St. Augustine" em seu álbum "John Wesley Harding". O artista pop Sting homenageou de certa forma as lutas de Agostinho contra o desejo na música "Saint Augustine in Hell" ("Santo Agostinho no Inferno") que aparece no álbum de 1993 do cantor, "Ten Summoner's Tales".